# 야나가와촌 (이바라키현)
야나가와촌(柳河村)은 이바라키현 나카군에 일찍이 존재했던 촌이다. 

## 지리
- 현재의 미토시, 히타치나카시, 나카시에 해당한다.
- 촌은 대부분 평지로 이루어져 있다.
- 촌은 나카강 남쪽 기슭에 위치해 있다.

## 역사
- 1889년 4월 1일 - 정촌제 시행에 의해 나카군 야나가와촌이 성립하였다..
- 1955년 4월 1일 - 히가시이바라키군 와타리촌·가미오노촌·요시다촌·사카도촌(일부)·가와와다촌(일부)와 함께 미토시에 편입되어 소멸하였다.
- 1969년 - 구 야나가와촌의 일부가 나카정에 편입되었다.
- 1970년 - 구 야나가와촌의 일부가 나카정과 가쓰타시에 편입되었다.

## 인구
| 1891년 | 1,964 |
| 1920년 | 2,037 |
| 1935년 | 2,354 |
| 1950년 | 3,144 |

## 교통

### 철도
- 일본국유철도 (현・동일본 여객철도)
  - 스이군선

### 도로
- 2급국도
  - 국도 제118호선

## 참고문헌
- 角川日本地名大辞典編纂委員会『角川日本地名大辞典 8 茨城県』、角川書店、1983年 ISBN 4040010809